# Йокулсарглюфур
Йокулсарглюфур (на исландски: Jökulsárgljúfur) e пролом и едноименен национален парк в Северна Исландия.
Открит е през 1973 г. На 7 юни 2008 г. влиза в по-обширния национален парк Вахтнайокутъл. Площта му е 150 m² и обхваща района по западния бряг на река Йокулса, който е собственост на държавата. Източният бряг на Йокулса е частна собственост, но се намира под надзора на Исландската агенция по околната среда и храните.
Създаден е за опазване на дивата природа в каньона. Местността е уникална със своите природни забележителности – вулкани, водопади, богата растителност и множество потоци с пролетно пълноводие.
Националният парк „Йокулсарглюфур“ е отворен за посетители целогодишно, но на практика туристическият сезон започва едва през май-юни, тъй като повечето пътеки са непроходими през зимата. Използването на моторни превозни средства е разрешено единствено по главния път, водещ до парка. За пешеходните преходи има изградена маркировка, която е желателно да се спазва, за да си осигурят посетителите безопасност.